# Katzenklavier

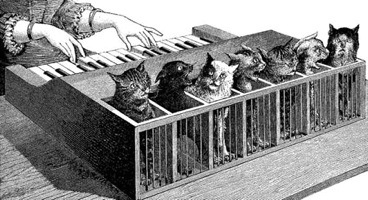
Aus La Nature, 1883

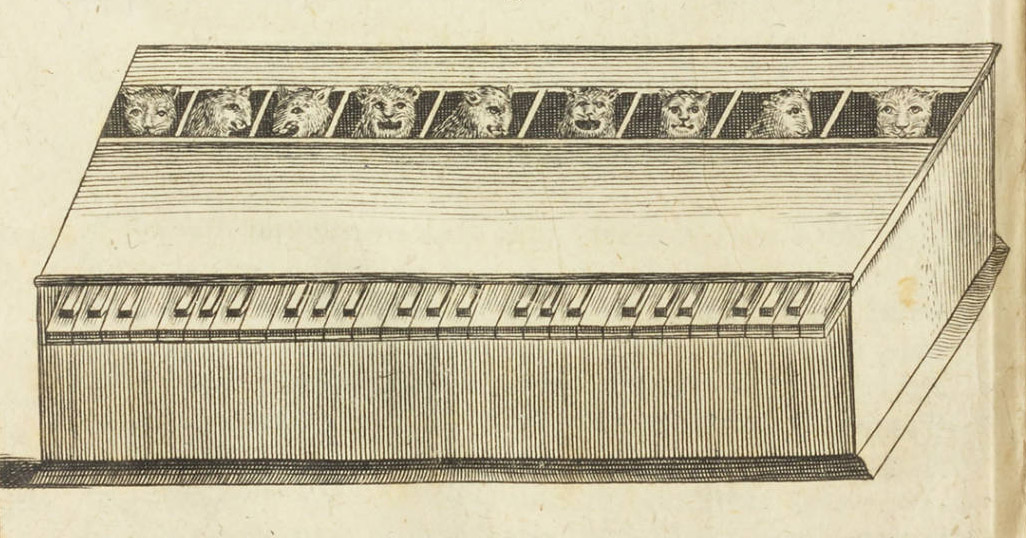
G. Schott, Magiae Universalis Naturae, 1657–59

Ein Katzenklavier (auch Katzenorgel) ist ein hypothetisches Musikinstrument, bei dem einer Reihe eingesperrter Katzen durch Zwicken ihrer Schwänze Laute in einer Tonhöhe entlockt werden sollen. 
Es wurde 1650 von Athanasius Kircher beschrieben, doch wahrscheinlich nie gebaut.

## Details
Das Katzenklavier soll aus einer Reihe von in einem Gestell fixierten Katzen bestanden haben, deren Schwänze unter einer Klaviatur festgebunden waren. Unten an jeder Taste war ein Nagel befestigt, wodurch die Katzen miauen, wenn die Tasten gedrückt werden. Die Katzen wurden nach ihrer natürlichen Tonlage angeordnet. 
Der Zweck des Instruments sei laut einer Beschreibung von Johann Christian Reil (1759–1813) die Behandlung von Patienten gewesen, denen es schwerfällt, sich zu konzentrieren. Reil glaubte, dass die Aufmerksamkeit eines Patienten, der dazu gezwungen wird, das Katzenklavier zu sehen und zu hören, zwangsläufig auf das Instrument gerichtet wird und er somit geheilt ist (Richards, 1998).
In der 1765 veröffentlichten Schrift Merkwürdige Beyträge zu dem Weltlauf der Gelehrten wird behauptet, dass der russische Zar Peter der Große eine Katzenorgel habe bauen lassen wollen, doch sei das Experiment misslungen. Es sei nicht realisierbar gewesen, dass die gepeinigten Tiere in einer bestimmten Tonhöhe miauten. Zudem zeigen Illustrationen deutlich mehr Tasten als Katzen. An der Existenz dieser Instrumente wird gezweifelt.

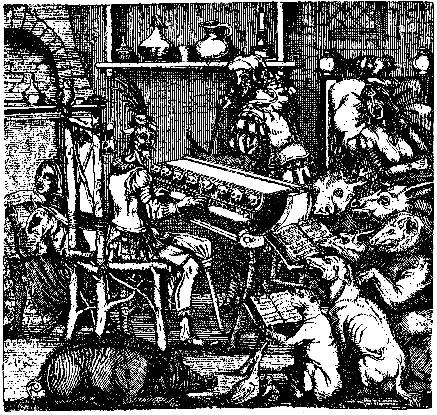
Aus J-B. Weckerlin, Musiciana

Die Existenz eines Katzenklaviers wurde zudem vom französischen Schriftsteller Jean-Baptiste Weckerlin in seinem Buch Musiciana, extraits d’ouvrages rare ou bizarre („Musiciana, Beschreibungen seltener oder bizarrer Erfindungen“, 1877) behauptet:

„Als der König von Spanien Philipp II. seinen Vater Karl V. 1549 in Brüssel besuchte, freuten sie sich gemeinsam ob eines einzigartigen Aufmarsches. Zuvorderst schritt ein gewaltiger Bulle mit brennenden Hörnern, zwischen denen ein kleiner Teufel saß. Hinter dem Bullen ritt ein Junge genäht in ein Bärenfell auf einem Pferd, dessen Ohren und Schwanz abgeschnitten worden waren. Danach kam der Erzengel Michael in strahlender Kleidung und trug ein Waage in seiner Hand.“

„Das sonderbarste kam mit einem Triumphwagen, der die außergewöhnlichste Musik mit sich trug, die man sich vorstellen kann. Auf ihm stand ein Bär, der eine Orgel spielte; statt Pfeifen jedoch sah man sechzehn Katzen, ihr Körper verborgen, nur die Köpfe waren sichtbar. Die Schwänze streckten heraus und wurden festgehalten wie die Saiten eines Pianos. Durch einen Tastendruck wurde hart am Schwanz gezogen, wodurch die Katze ein klägliches Miau von sich gab. Der Historiker Juan Christoval Calvete schrieb, dass die Katzen nach der Höhe ihres Tones angeordnet waren, sodass aufsteigend Noten einer Oktave gespielt werden konnten (chromatisch, denke ich).“

„Dies abscheuliche Orchester stand bald in einem Theater zusammen mit Affen, Wölfen, Wild und anderen Tieren, die zu der infernalischen Musik tanzten.“

## Ähnliche „Musikinstrumente“
Ein weiteres Beispiel für die angebliche Verwendung von lebenden Tieren zur musikalischen Tonerzeugung ist Abbé de Baignes Schweineorgel.
Im Sketch „Musical Mice“ („Musikalische Mäuse“) der britischen Komikergruppe Monty Python dienten nach ihrer Tonlage angeordnete, mit einem Holzhammer angeschlagene Mäuse als „Mäuseorgel“. Dieser Sketch war sowohl in der Fernsehserie Monty Python’s Flying Circus, als auch im Kinofilm Monty Python’s And Now for Something Completely Different („Monty Pythons wunderbare Welt der Schwerkraft“) zu sehen.
In der Fernsehserie Die Muppet Show trat regelmäßig die Puppe „Marvin E. Suggs“ mit zu „Stabspielen“ aufgereihten Kreaturen auf, die auf jeden Schlag mit „au“ in jeweils eigener Tonhöhe reagierten.